# Keçiboynuzu İbrahim Hilmi Paixà
Keçiboynuzu İbrahim Hilmi Paixà (1747-1825) fou un gran visir otomà. El seu nom, Keçiboynuzu, vol dir "garrofa", per ser suposadament trencadís com les garrofes. Era fill d'un oficial dels geníssers i va ocupar diversos graus en aquest cos fins a arribar a comandant en cap o agha.
Després de la revocació de Bostancıbaşı Hafız İsmail Paşa (el 13 d'octubre o el 14 de novembre de 1806, segons les fonts) va fer un intent militar i fou nomenat gran visir. Després de la declaració de guerra a Rússia el 22 de desembre de 1806, com a serdar (general en cap) otomà va dirigir una força de geníssers i voluntaris contra aquest imperi, a Silistra (maig de 1807) però va evitar qualsevol activitat militar. El 25 de maig va esclatar una revolta contra Selim III i en conèixer la notícia els geníssers es van unir a la rebel·lió. Ibrahim Hilmi va fugir cap a Rusçuk el 3 de juny de 1807 i fou formalment cessat el 18 de juny.
Posteriorment va ocupar diversos llocs com a governador. Va morir el 1825.